# PowNed

Aktuelles Logo

PowNed ist eine niederländische Rundfunkgesellschaft innerhalb des öffentlich-rechtlichen Rundfunks (Publieke Omroeporganisatie). Sie richtet sich an die neue Netzwerkgeneration. Ihre erste Sendung war die satirische Nachrichtensendung PowNews auf NPO 3, die öfter Skandale in der Politik aufdeckte.
PowNed wurde im Dezember 2008 mithilfe des Weblogs GeenStijl gegründet. Im März 2009 erreichte PowNed die benötigten 50.000 Mitglieder, um Teil des Publieke Omroep zu werden. Die Aufnahme erfolgte dann am 4. November 2009. Die erste Sendung wurde am 3. September 2010 ausgestrahlt. PowNed hat in der Gamersprache die gleiche Bedeutung wie owned. Das Backronym steht für Publieke Omroep Weldenkend Nederland En Dergelijke („Öffentlich-rechtlicher Rundfunk klar denkender Niederlande und ähnliches“).
Vorsitzender der Rundfunkgesellschaft ist der PowNews-Moderator Dominique Weesie und Hauptreporter ist Rutger Castricum. Weitere Reporter sind Nadia Poeschmann, Shelly Sterk, Jan Roos, Danny Ghosen, Tom Staal, Jan Versteegh und Mark Leene. Mit 25.000 Mitgliedern (Stand 2019) gehört PowNed zu den kleinsten Mitgliedsverbänden des Nederlandse Publieke Omroep (NPO).

## Sendungen

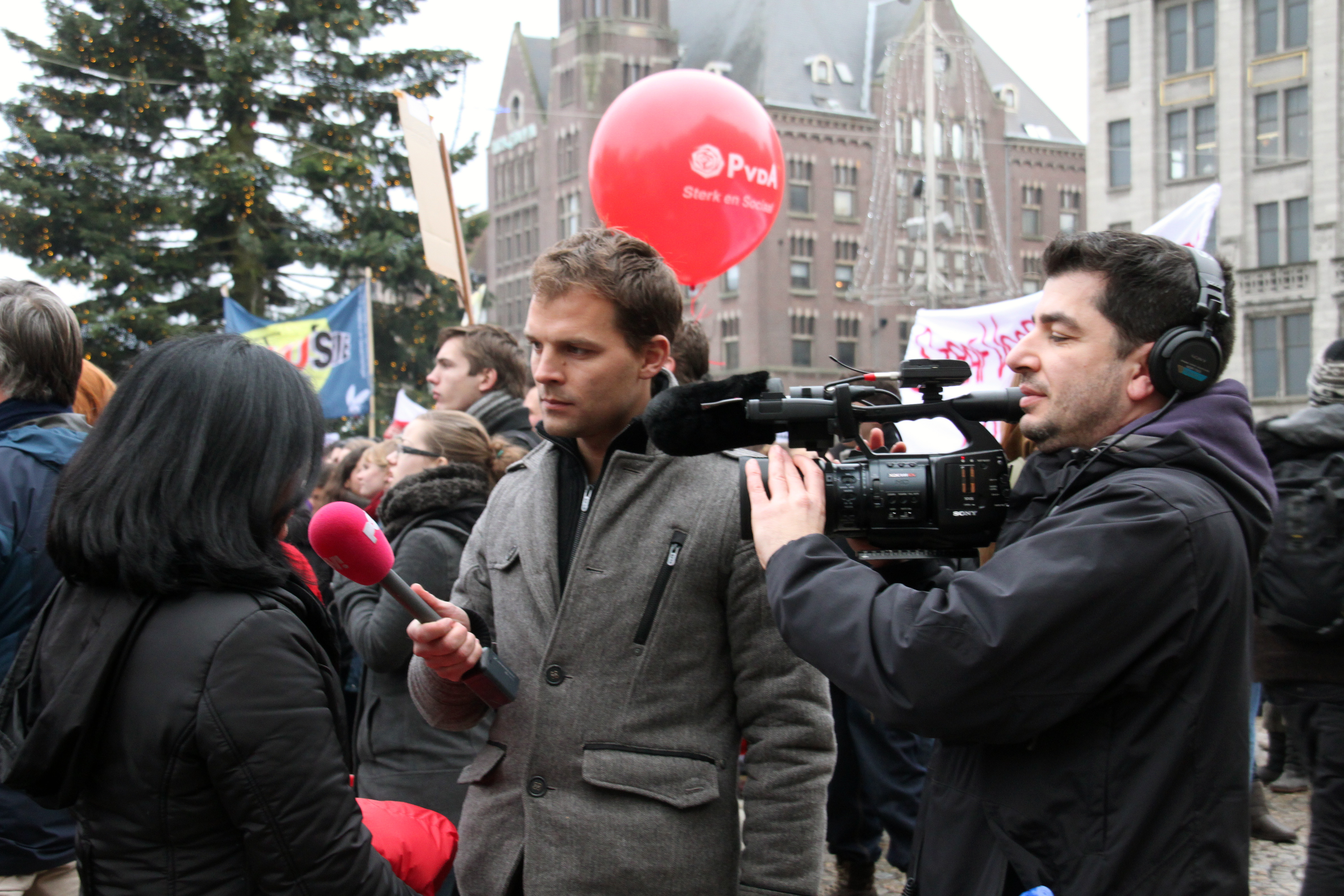
Daan Nieber

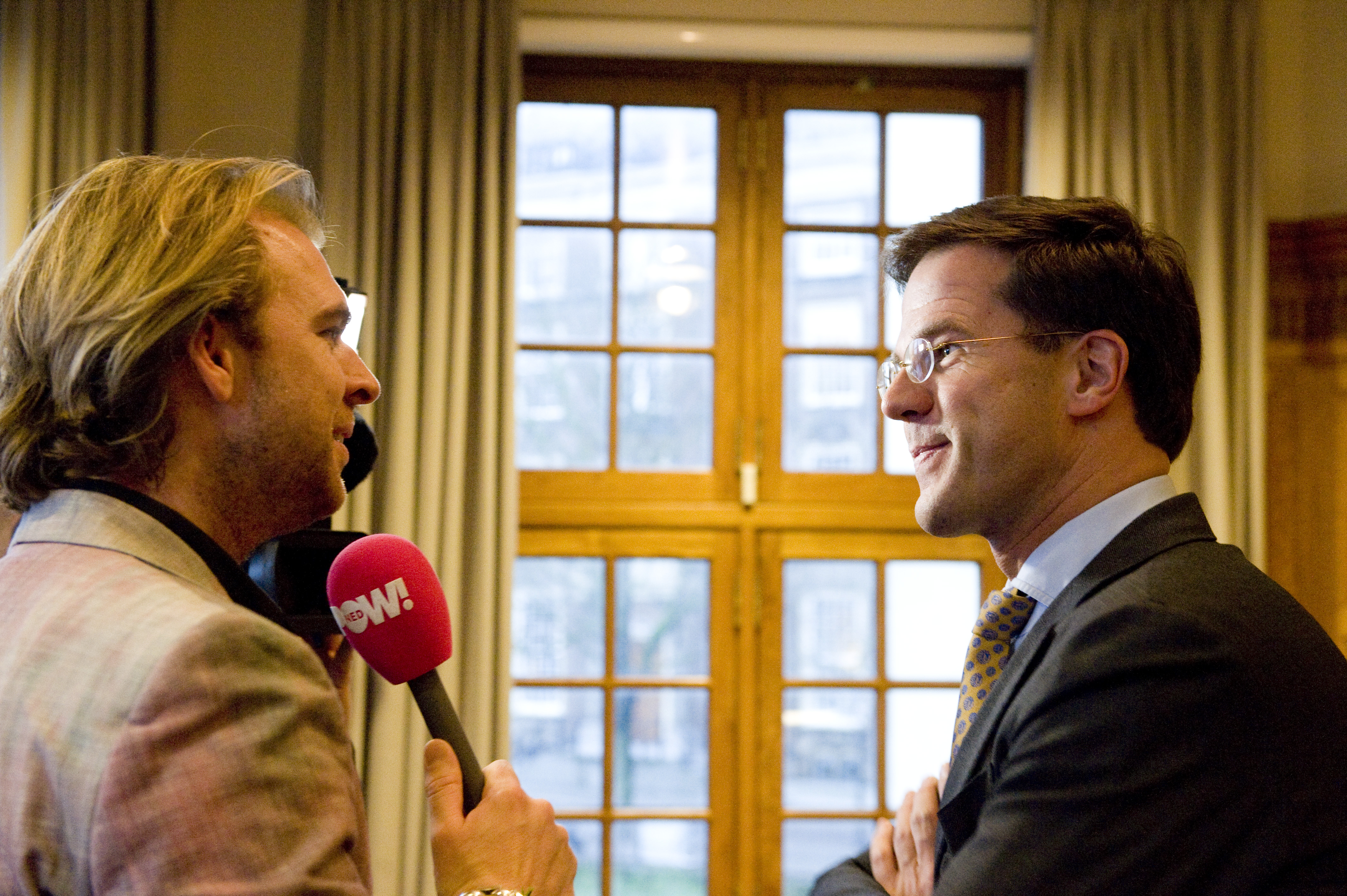
Rutger Castricum und Mark Rutte

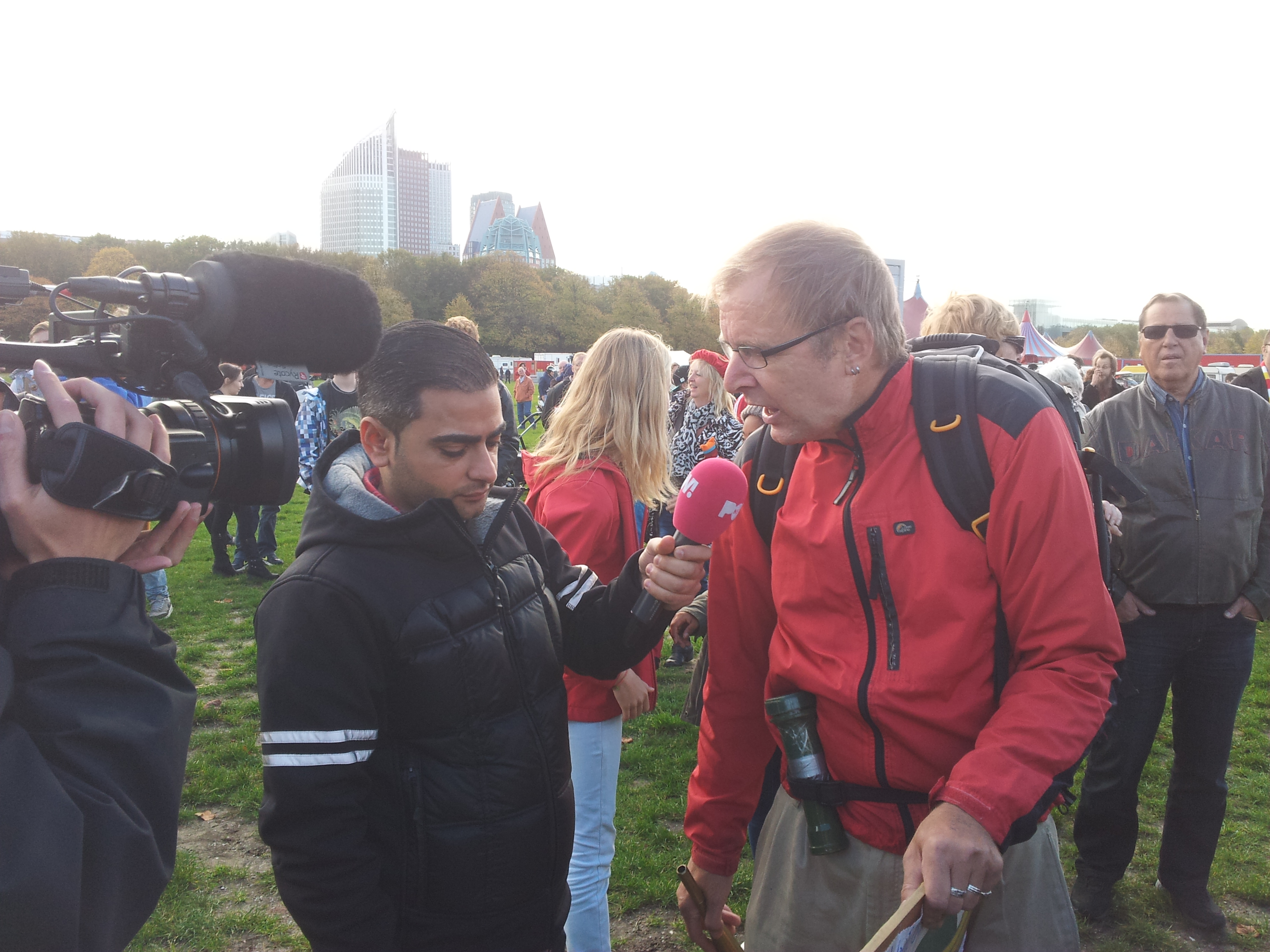
Danny Ghosen

### Fernsehsendungen
- Camping PowNed (2013)
- De week van PowNed (September 2016 – Dezember 2016)
- Heilig Gras (April 2011 – März 2011)
- House Ibiza (September 2011 – Oktober 2011)
- Niet Lullen Maar Poetsen (November 2015 – September 2016)
- PowNews (September 2010 – Januar 2015)
- PowNews Flits (Januar 2017 – heute)
- PowLitie (November 2012 – März 2014)
- Studio PowNed (Januar 2015 – Juni 2016)
- Zendtijd PowNed (Februar 2012 – April 2012)

### Hörfunksendungen
- De Bende van Van der Lende (Januar 2014 – Dezember 2014)
- Bij Gebrek aan Beter (Juli 2015 – Oktober 2015)
- Echte Jannen (September 2010 – Juni 2015)
- Halve Soul (Juni 2012 – Dezember 2013)
- Jasper (Januar 2015 – März 2015)
- Markplaats (Juni 2015 – Dezember 2015)
- Nog/al Wakker (Februar 2015 – März 2015)
- Opvliegers (Oktober 2015 – Januar 2016)
- RickvanV doet 2 (November 2018 – heute)
- RobRadio (September 2010 – Juli 2015)
- Rob Standards (Januar 2015 – August 2015)
- Saskia (Januar 2015 – Februar 2015)
- Stenders Late Vermaak (September 2010 – Juli 2015)
- Turbulent (September 2010 – August 2012)
- Vroeg of Laat Pérez (September 2012 – Januar 2014)
- Zwarte Prietpraat (Januar 2016 – heute)